# I 2 magnifici fresconi
I 2 magnifici fresconi è un film del 1968 diretto da Marino Girolami. 
Il film è noto anche con il titolo I due magnifici fresconi (Un imbroglio tutte curve). È il secondo film di montaggio della coppia Franco Franchi e Ciccio Ingrassia.

## Trama
Il film è composto da vari pezzi tagliati, rimontati e incrociati tra loro. I pezzi che compongono il film sono tratti da: Queste pazze, pazze donne, Veneri al sole e Le tardone.